# Marco Magrio Basso
Marco Magrio Basso (latino: Marcus Magrius Bassus; fl. 289) è stato un politico dell'Impero romano.
Fu console prior assieme a Lucio Ragonio Quinziano nel 289.